# Benjamin Mildmay (1er comte FitzWalter)
Benjamin Mildmay, 1er comte FitzWalter, (27 décembre 1672 - 29 février 1756), connu sous le nom de Lord FitzWalter entre 1728 et 1730, est un homme politique britannique. Il est premier Lord du commerce entre 1735 et 1737 et trésorier de la Maison entre 1737 et 1755.

## Biographie
Il est un fils cadet de Benjamin Mildmay, 17e baron FitzWalter, et de Catherine, fille de William Fairfax, 3e vicomte Fairfax d'Emley.
Il exerce les fonctions de commissaire aux accises entre 1720 et 1728. La dernière année, il succède à son frère aîné à la baronnie de FitzWalter et occupe son siège à la Chambre des lords. En 1730, il est créé vicomte Harwich, dans le comté d'Essex, et comte FitzWalter. En 1735, il est admis au Conseil privé et est nommé Premier Lord du Commerce sous Robert Walpole, poste qu'il occupe jusqu'en 1737,, puis occupe les fonctions de trésorier de la Maison de 1736 à 1755, Il est également Lord Lieutenant de l'Essex de 1741 à 1756,.

## Famille
Lord FitzWalter épouse en 1724 Frederica Susanna, fille de Ménard de Schomberg et veuve de Robert Darcy (3e comte d'Holderness). Ils n'ont pas d'enfants. Elle est décédée en août 1751. Lord FitzWalter décède à Londres en février 1756, à l'âge de 83 ans. La vicomté et le comté sont éteints avec lui, tandis que la baronnie tombe en déshérence.
La baronnie de FitzWalter est mise en sommeil La baronnie de FitzWalter est mise en sommeil une fois pour Henry FitzWalter Plumptre, fils de John Bridges Plumptre et Elizabeth Wright en 1924 ; puis, en 1953, pour son neveu, Fitzwalter Brook Plumptre.